# Arbitrarietat
Arbitrarietat és la qualitat d'ésser quelcom determinat per la casualitat, l'atzar, el caprici o un impuls, i no per necessitat, raó, motiu o principi. També s'empra per referir-se a una decisió presa sense cap mena de criteri o impediment específic. De vegades es fa servir en el sentit d'un acte contrari a la justícia o a les lleis.

## Etimologia
El substantiu arbitrari, del qual es deriva, prové del llatí arbitrarius. Aquest mot vol dir "incert, segons la voluntat del jutge". Els seus components lèxics són ad- ("cap a") i -baetere (anar, en el sentit de seguir a una autoritat), als quals s'afegeix el sufix -ari, "relatiu a".

## Arbitrarietat i atzar
Les decisions arbitràries no són necessàriament idèntiques a les decisions a l'atzar. Per exemple, durant la crisi del petroli de 1973, es va permetre als estatunidencs comprar gasolina només en dies imparells si la matrícula del seu automòbil era imparella, i en dies parells si la seva matrícula era parella. El sistema tenia una definició concreta i no era atzarosa en les seves restriccions. Tanmateix, ja que els nombres de les matrícules no tenien res a veure amb el fet que fos adequat o necessari que una persona comprés combustible, la decisió romania consistint en una divisió arbitrària de la població. De manera semblant, els infants a l'escola sovint segueixen l'ordre alfabètic dels seus cognoms: una decisió que no és a l'atzar però que sí consisteix en un mètode arbitrari, almenys en els casos en els quals els cognoms resulten irrellevants.

## En filosofia
Les accions arbitràries tenen una relació propera amb la teleologia, l'estudi de les finalitats. Les accions que no posseeixen telos, un objectiu, són considerades arbitràries. Sense tenir una finalitat amb la qual mesurar-la, no hi pot haver una mesura coherent aplicada a les preses de decisió, de manera que totes les tries són semblants. S'ha de tenir en compte que és possible que els mètodes arbitraris o a l'atzar en el sentit habitual no siguin opcions arbitràries en el seu sentit filosòfic, en cas que siguin preses per a reeixir en un propòsit major (com poden ser els exemples ja citats, sigui per impartir disciplina a l'aula o bé per evitar la massificació a les benzineres).
El nihilisme és la filosofia que creu que no existeix cap finalitat a l'univers, i que qualsevol decisió és arbitrària. Segons el nihilisme, l'univers no posseeix cap tipus de valor i per si mateix no disposa de sentit. Ja que l'univers i tots i cadascun dels seus constituents no contenen cap altre objectiu del qual n'haguem d'extreure finalitats, tots els aspectes de la vida humana i les experiències que afrontem són absolutament arbitràries. No hi ha decisions, pensaments o pràctiques correctes ni incorrectes, ja que qualsevol elecció feta per un ésser humà té la mateixa absència de significat que qualsevol altra.
Un bon nombre de varietats del teisme, la creença en una deïtat o deïtats, creuen que tot disposa d'un propòsit i que res no és arbitrari. Per a aquestes filosofies, Déu va crear l'univers per un motiu, i qualsevol esdeveniment n'emana. Fins i tot els esdeveniments que podrien semblar fruit de l'atzar són inescapables de la mà de Déu i del propòsit que els va atorgar. Aquesta visió en cert sentit és corresponent a l'argument del disseny, del designi o "argument teleològic": la idea segons la qual l'existència de Déu és demostrada pel mateix univers.
L'arbitrarietat també conté relacions amb l'ètica, el conjunt de principis filosòfics que regulen el comportament i les relacions humanes, la rectitud o la normativitat de les decisions humanes. El racionalisme considera que el coneixement prové del càlcul intel·lectual i de la deducció; molts racionalismes, malgrat que no tots, apliquen aquest principi també a l'ètica. Totes les decisions s'han de prendre mitjançant la raó i la lògica, no per caprici o segons allò que a un li pugui semblar aparentment correcte. L'atzar en ocasions pot ser considerat acceptable com a part d'una tasca pertanyent a un objectiu més important, però no de manera generalitzada.

## Lingüística i semiòtica
En semiòtica, la teoria general del signe, els sistemes de signes i processos de signes, Ferdinand de Saussure va introduir la noció d'arbitrarietat segons la qual no hi ha una connexió necessària entre el signe material (o significant) i l'entitat a la qual fa referència (el significat), sigui un concepte mental o un objecte de la realitat.
Aquest principi d'arbitrarietat semiòtica fa referència a la idea que la convenció social és precisament el que imbueix de significat a una determinada semiosi (qualsevol activitat, conducta o procés que inclogui signes, incloent-hi la producció del sentit) o signe.

## En matemàtiques
La Gran Enciclopèdia Catalana defineix el seu ús, en forma d'adjectiu (arbitrari), en el camp de les matemàtiques com "la constant o la funció amb coeficients no numèrics, que representa una constant o funció no especificada."